# Witte troswederik
Witte troswederik (Lysimachia clethroides) is een bloeiende plant met witte opgaande bloeiwijze uit het geslacht wederik (Lysimachia).

## Kenmerken
De witte troswederik is een vaste plant waarvan de oorspronkelijk standplaats ligt in Oost-Azië, Japan en Noord-Amerika.
De plant is dicht vertakt, heeft smalle lancetvormige bladeren en wordt 60-80 cm hoog. In de maanden juni t/m september bloeit de plant met witte vijftallige bloemen die in slanke aren aan de toppen van de bloemstengel staan.
De aren vertonen meestal een bocht met een horizontaal deel waaraan de plant zijn Engelse naam Gooseneck (ganzennek) dankt. De bladeren zijn groen tot grijsgroen (7-12 cm lang en maximaal 5 cm breed), in een later stadium licht behaard, de plant heeft een verspreide bladstand.
De plant verkiest een (half)zonnige standplaats en stelt weinig eisen aan de grondsoort zolang deze niet te droog wordt, de vermeerdering gebeurt door ondergrondse uitlopers. De witte troswederik wordt toegepast langs vijvers, in borders en als snijbloem.
De plant is een drachtplant voor bijen en vlinders

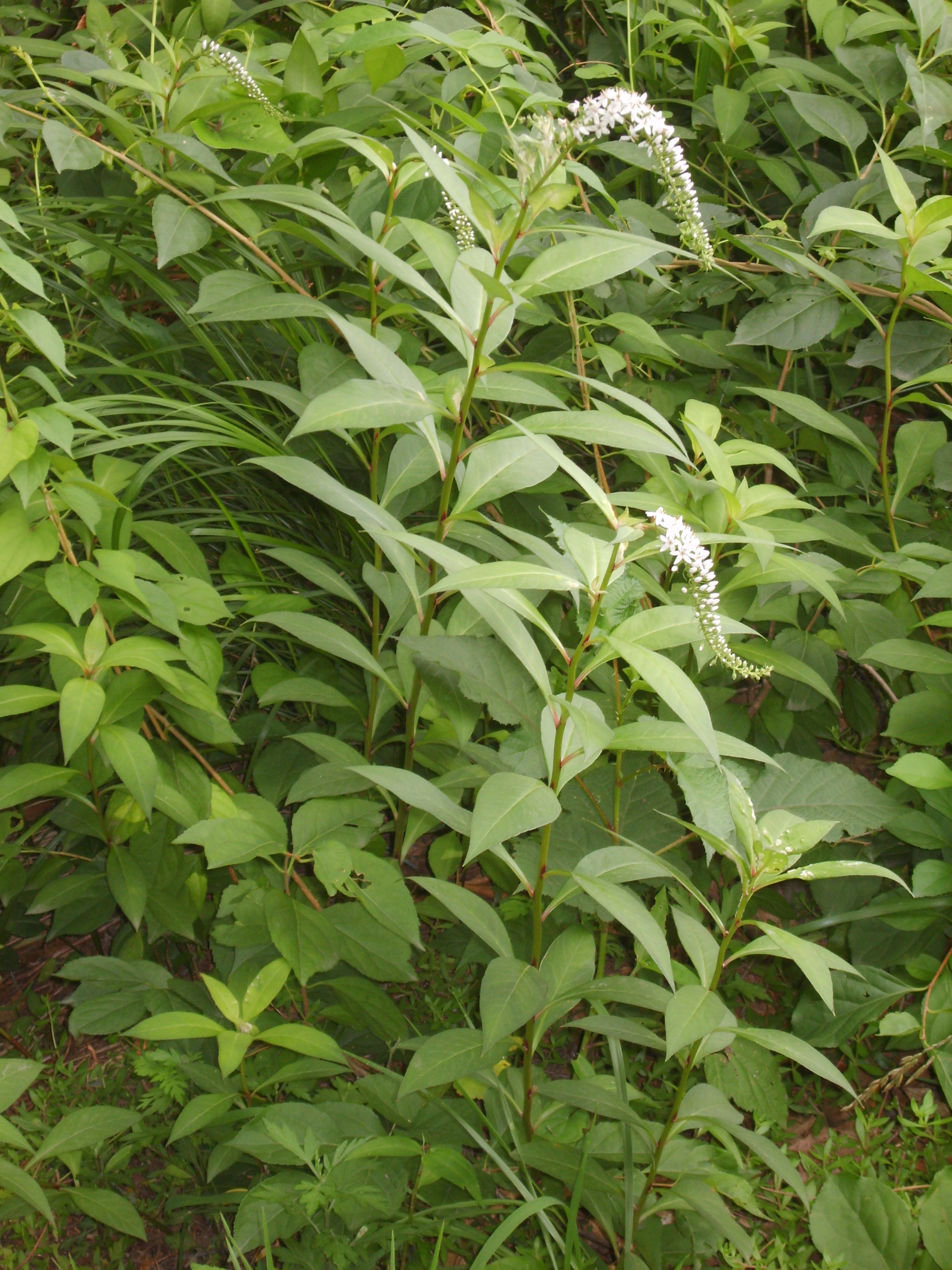
Planten
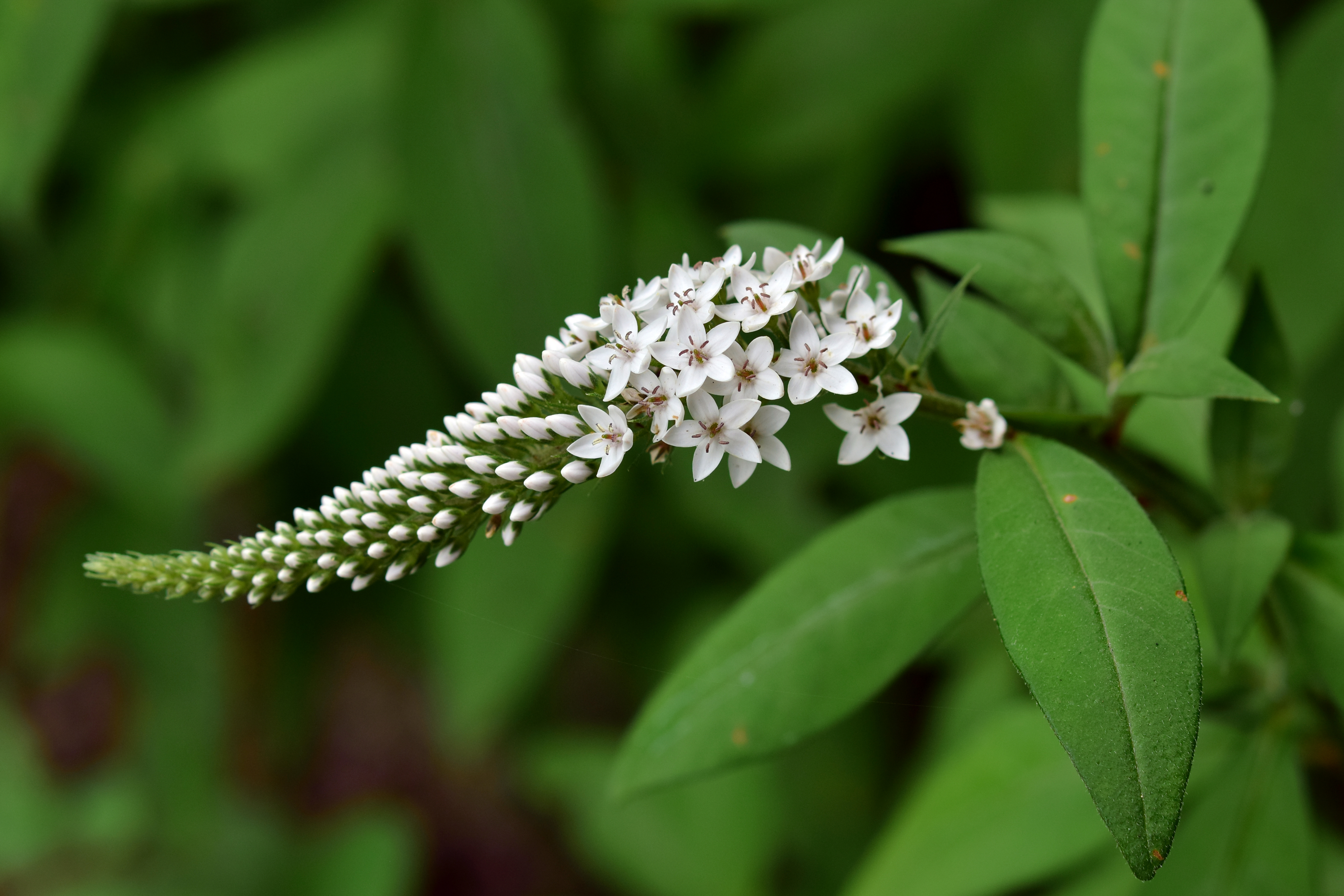
bloemaar
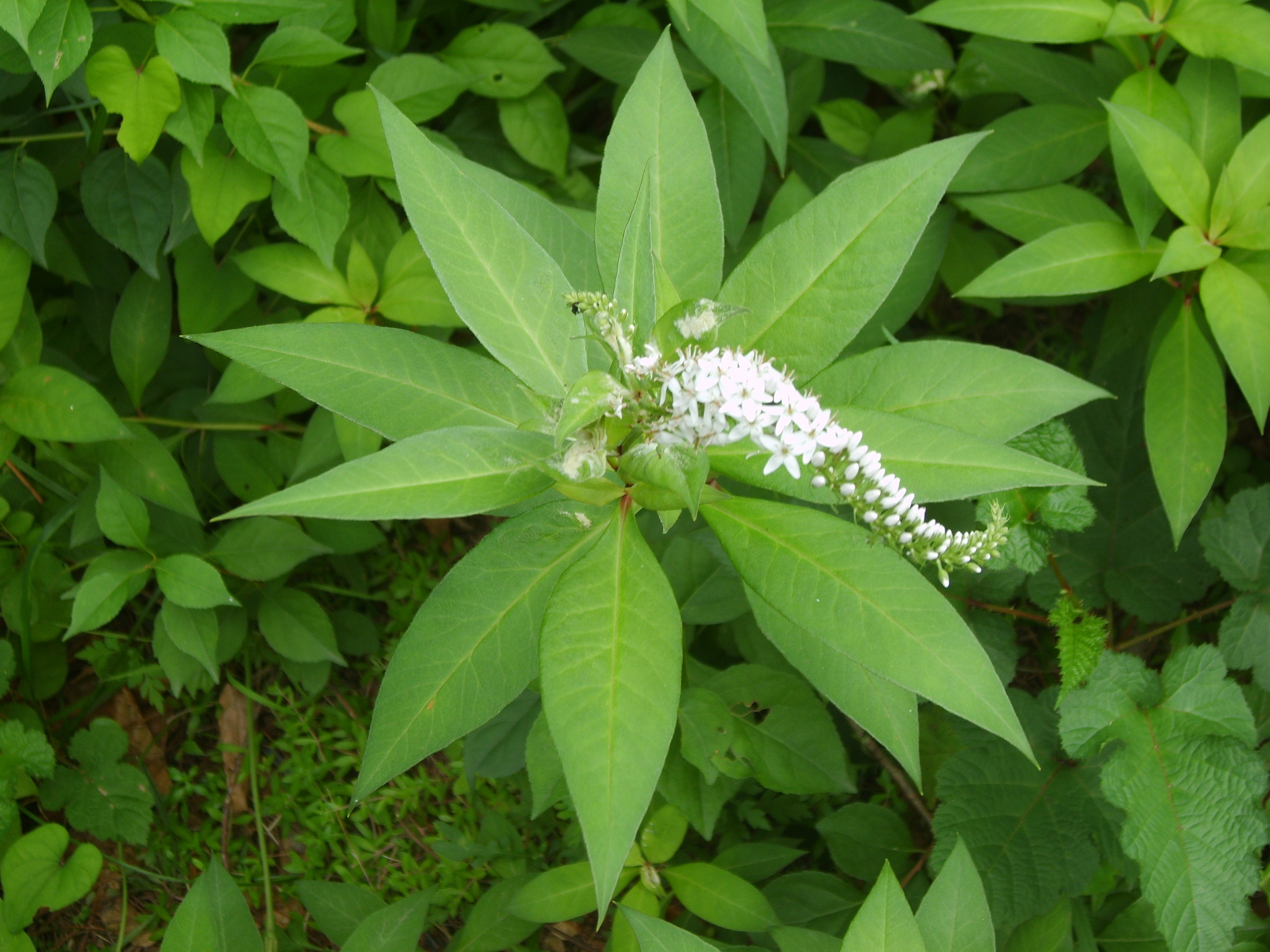
bladeren
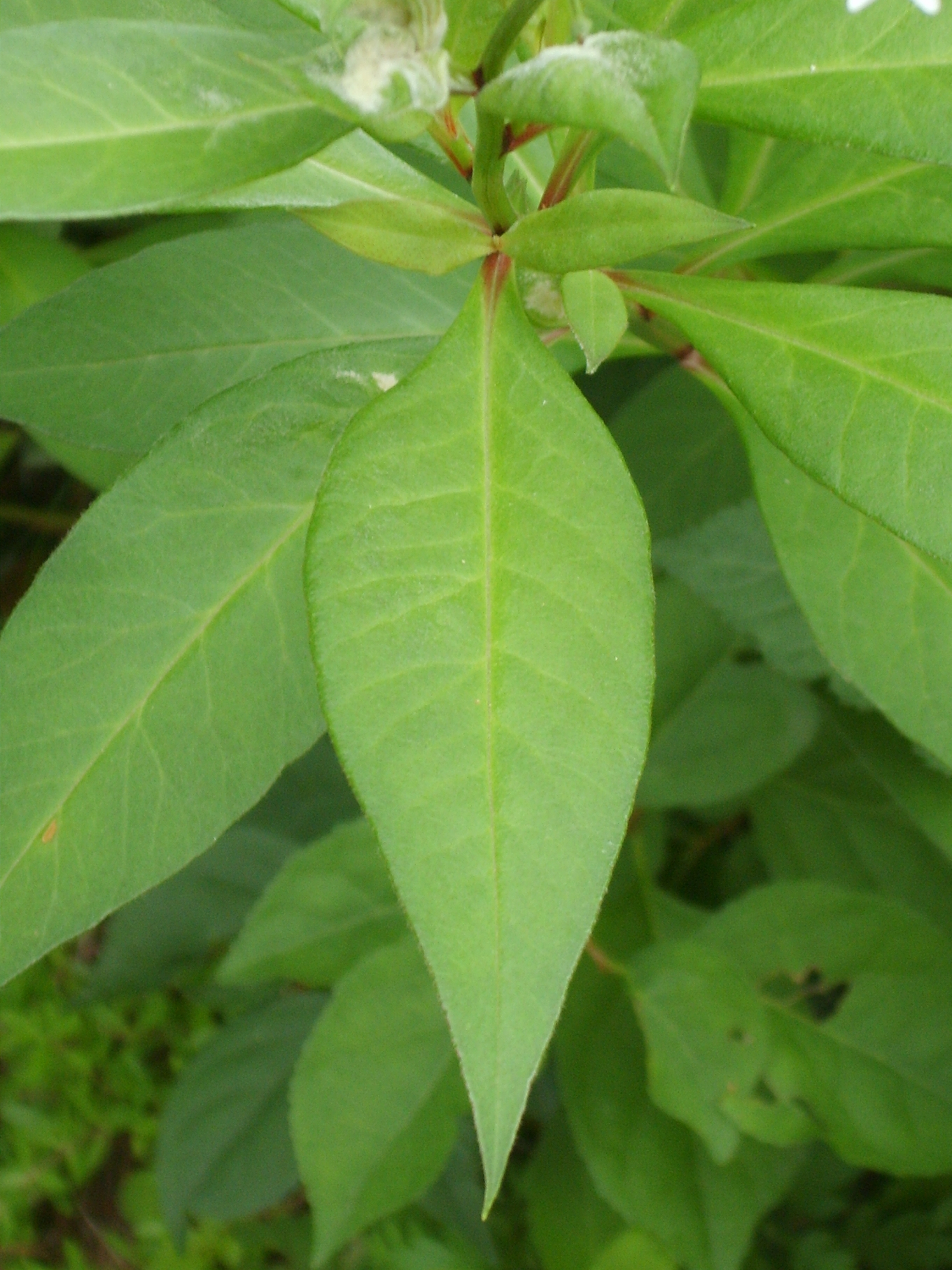
Macro-opname van een blad
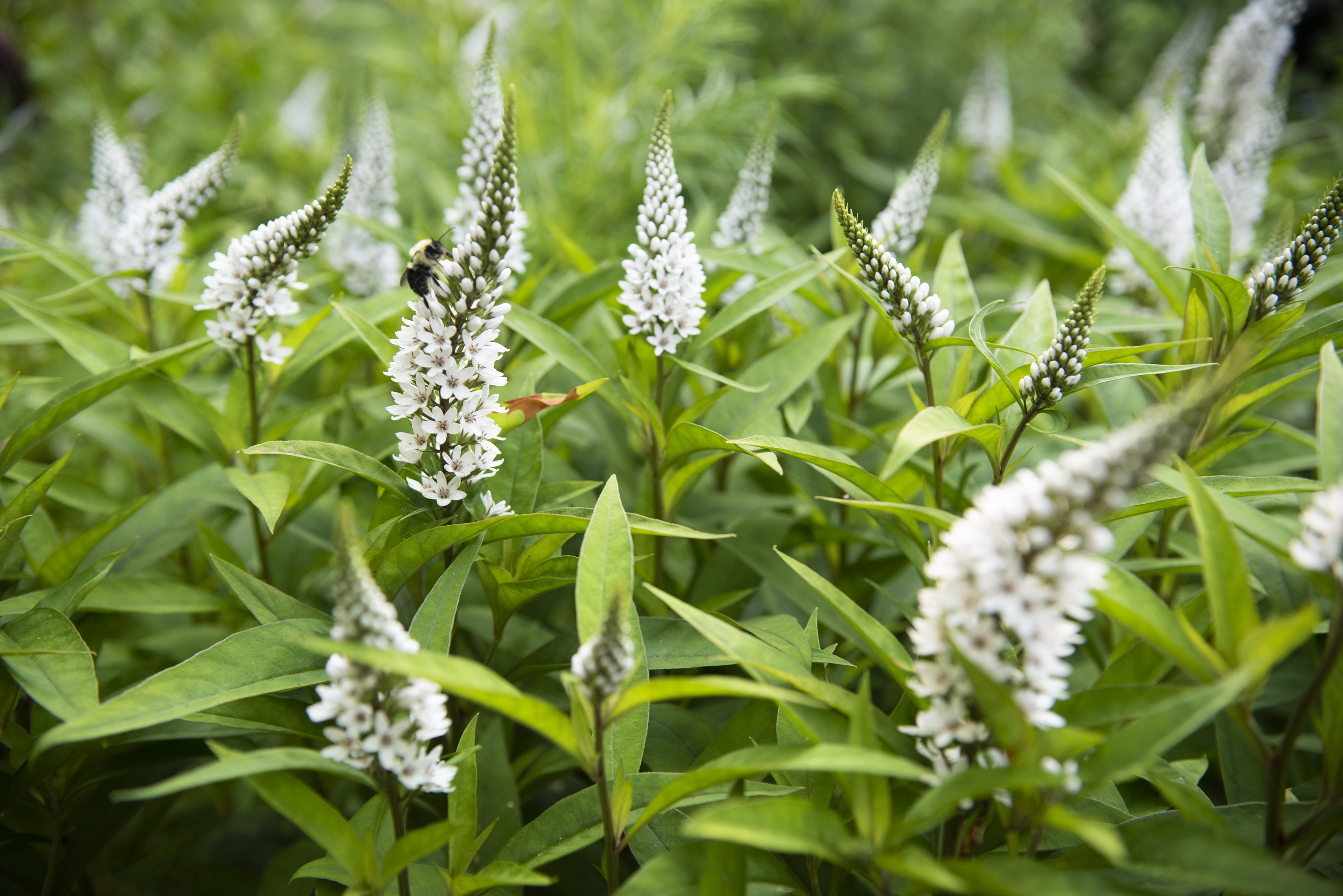
Hommel op de bloem